# La duchessa del Bal Tabarin

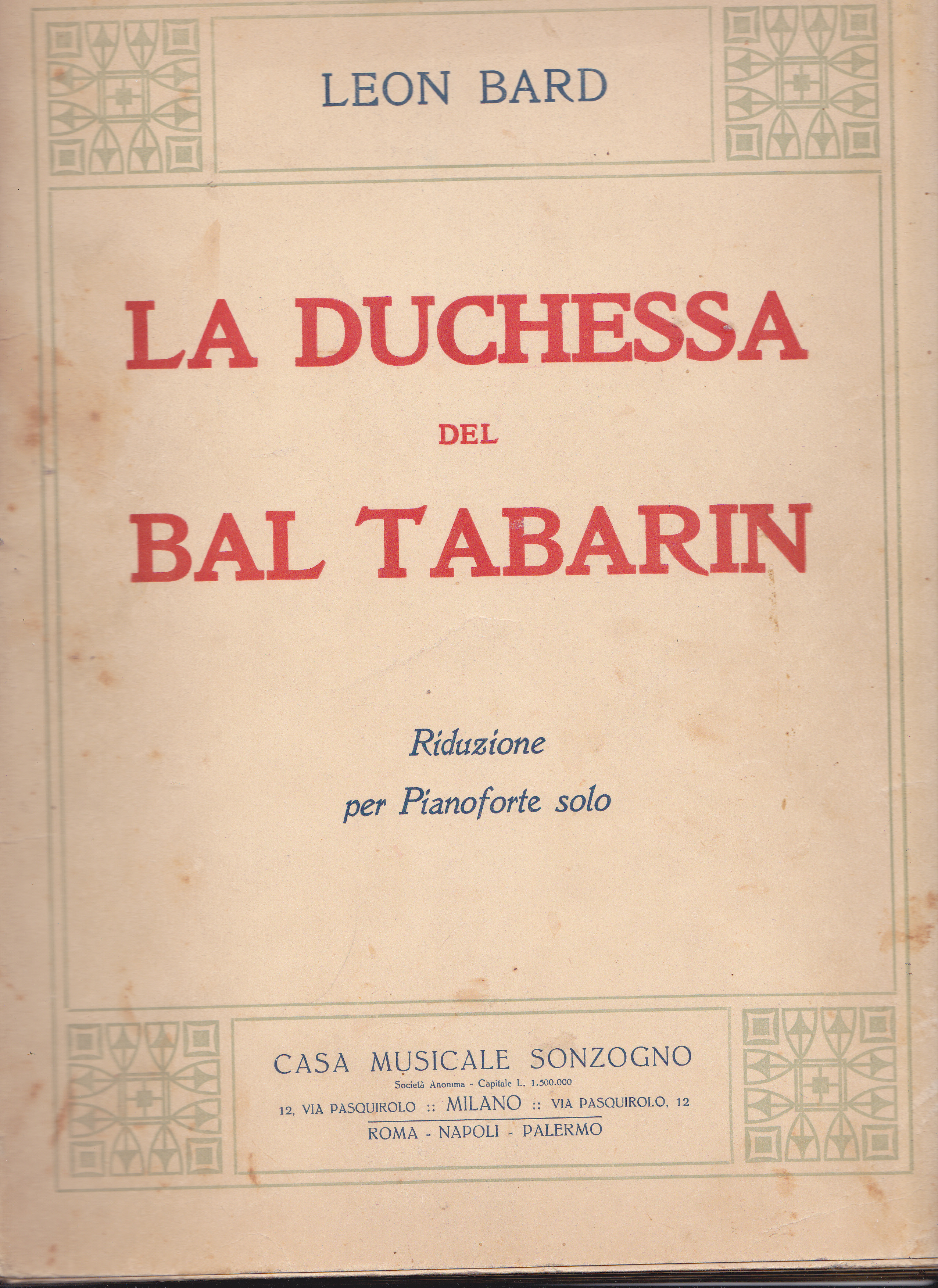
Spartito originale per pianoforte solo (1917)

La duchessa del Bal Tabarin è un’operetta in 3 atti di Carlo Lombardo (scritta con lo pseudonimo di Leon Bard), adattamento italiano del 1915 di Majestät Mimi (1911) di Bruno Granichstaedten.

## Trama
Frou Frou, ex diva del Bal Tabarin di Parigi, ha sposato il duca di Pontarcy, diventando duchessa, ma ha nostalgia della vita brillante di un tempo e si è trovata anche un amante. Il duca chiede il divorzio e il tribunale “condanna” Frou Frou a tre mesi di «condotta perfetta» (in cambio della quale il duca le rilascerà una “buona uscita” di mezzo milione di franchi, cifra altissima per l’epoca).
Frou Frou non resiste però alla tentazione di tornare almeno per una sera nel locale notturno di cui era la vedette e lo fa in compagnia di Ottavio, principe di Chantal, innamorato di lei. Al Bal Tabarin c’è però anche il duca di Pontarcy, che è ministro delle Poste e Telegrafi e corteggia a sua volta una telefonista, Edi (fidanzata, in realtà, con Ottavio senza sapere che si tratta di un principe).
I quattro protagonisti, ossia le due coppie irregolari, si incontrano ovviamente al Bal Tabarin (dove c’è anche Sofia, che nonostante il nome è un uomo e lavora per il fisco); e Ottavio ed Edi fanno la pace. Resta nei guai Frou Frou, che si era recata nel peccaminoso locale notturno dopo la mezzanotte del 28 febbraio, dunque allo scadere del terzo mese di “condotta perfetta”, dimenticando di trovarsi però in un anno bisestile, per cui adesso rischia di perdere il mezzo milione di franchi. Ma il duca, temendo uno scandalo che comprometterebbe la propria carriera politica, finisce per fare finta di niente e rilasciare a Frou Frou il sospirato assegno.

## Genesi e accoglienza
Carlo Lombardo, il principale impresario italiano di operette, sfornava titoli a getto continuo e spesso andava a prenderne di nuovi all’estero, adattandoli però per il pubblico italiano. In questo caso individuò a Vienna nel 1911 Majestät Mimi, un’operetta di Bruno Granichstaedten, compositore austriaco che aveva partecipato a Monaco di Baviera, qualche anno prima, alla fondazione del cabaret politico di avanguardia “Die Elf Scharfrichter” insieme a Frank Wedekind e che otterrà il suo maggior successo operettistico alcuni anni dopo, nel 1924, con Der Orlow.
Nel 1914 Lombardo decise di trasformare Majestät Mimi in La duchessa del Bal Tabarin, e non ci è dato sapere se lo abbia fatto con il consenso dell’autore (all’epoca poco conosciuto anche in patria). Di certo, lo spartito della Duchessa del Bal Tabarin, pubblicato da Sonzogno nel 1917, non accenna minimamente all’operetta austriaca originale, e poiché Italia e Austria nel 1915 erano in guerra è probabile che non si andasse troppo per il sottile in questioni di copyright. La Duchessa andò in scena al Teatro Fossati di Milano il 4 dicembre 1915. Per sicurezza, comunque, Lombardo aveva firmato la propria rielaborazione – basata su un libretto di Arturo Franci e Carlo Vizzotto – con lo pseudonimo (francese, per prudenza massima) di Leon Bard. Lo scandalo fu, in Italia, il fatto che anziché scrivere un’operetta tutta italiana se ne fosse utilizzata una di un Paese nemico. Un critico della Gazzetta dei Teatri, Carlo d’Ormeville, evidentemente interventista sfegatato, scriveva all’indomani della prima rappresentazione: «Ma che proprio per avere un’operetta che si regga sulle gambe, bisogna ricorrere a Vienna e a Berlino? Si ha un bel dire che l’arte è universale e che non si deve confonderla e coinvolgerla nella politica. Se tutti la pensassero come me, nessuno andrebbe ad applaudire la musica di un austriaco o di un tedesco. E purtroppo di applausi ve ne furono». Il che vuol dire, evidentemente, che Lombardo aveva colto nel segno e aveva fatto di quest’operetta italo-austriaca un grande successo italiano, a dispetto della guerra.
Infatti, se Majestät Mimi è oggi totalmente dimenticata, La duchessa del Bal Tabarin è rimasta in repertorio in Italia e almeno una sua aria, il Valzer di Frou Frou («Frou Frou del Tabarin, / t’impongon la virtù, / però sei sempre tu, / Frou Frou...»), è ancora oggi proverbiale e molto eseguita nei recital di operetta. Tra i brani brillanti, probabilmente opera originale di Lombardo, si segnala soprattutto il duetto comico del 2° atto («Ah, ah, come si sta ben, / noi che dell’amor facciamo a men»), una sorta di inno all’amore platonico o, a seconda di come lo si voglia interpretare, al sesso senza vincoli amorosi.
La duchessa del Bal Tabarin segnerà anche il debutto, a 17 anni al Quirino di Roma, di quella che sarà una delle più grandi soubrette italiane di operetta, Nanda Primavera.
Nel 1976 ne verrà tratto molto liberamente un film di Giovanni Grimaldi, Frou Frou del tabarin, con Martine Brochard nel ruolo della protagonista.

## Brani musicali
- Introduzione [strumentale]
- Coro e scena delle telefoniste («Tutto il dì... din din din»)
- Entrata di Ottavio («Labbra che mai un bacio sfiorò»)
- Duetto degli sponsali [Ottavio-Edi] («La tua più bella veste»)
- Canzone della foresta demi-vièrge [Duca e coro telefoniste] («La verde foresta dicea»)
- Entrata di Frou Frou [o Valzer di Frou Frou] («Frou Frou del Tabarin»)
- Duetto del Tabarin [Frou Frou-Sofia] («Qual è lo spleen che di Frou Frou tortura il sen»)
- Finale I («Valzer che dai la voluttà»)
- Introduzione Atto II e Ripresa del Valzer di Frou Frou
- Duetto Frou Frou-Sofia («Ah, ah, come si sta ben»)
- Duetto Edi-Ottavio («Bacia, bacia sempre più»)
- Quartetto dei viveurs-apaches [Frou Frou-Sofia-Ottavio-Gri Gri] («Ombre siamo nella notte»)
- Finale II («Voi m’ingannate»)
- Introduzione Atto III
- Duetto “reminiscenze” [Frou Frou-Sofia] («Ah, ah, è l’amor che vien»)
- Duetto Edi-Ottavio («Ombre fuggitive»)
- Finaletto («Qual è lo spleen...»)